# 董氏碘泡虫
董氏碘泡虫（学名：Myxobolus donecae）为碘泡科碘泡虫属的动物。分布于俄罗斯以及湖北、江西等，营寄生生活，寄生在中华鰟鮍的肾。